# لجنة التحرير الوطنية
لجنة التحرير الوطنية ( (بالإيطالية: Comitato di Liberazione Nazionale)‏ CLN) كانت منظمة سياسية جامعة والممثل الرئيسي لحركة المقاومة الإيطالية التي تقاتل ضد الاحتلال الألماني لإيطاليا في أعقاب الهدنة بين إيطاليا وقوات الحلفاء. لقد كان كيانًا متعدد الأحزاب، توحّد أعضاؤه بسبب معادتهم للفاشية.  قامت لجنة التحرير بتنسيق وتوجيه المقاومة الإيطالية وتم تقسيمها إلى اللجنة المركزية للتحرير الوطني (CCLN) ومقرها روما ولجنة التحرير الوطنية اللاحقة لشمال إيطاليا (CLNAI) ومقرها ميلانو.

## تكوين
| الحزب | الحزب                    | الأيديولوجية الرئيسية  | الزعيم            |
| ----- | ------------------------ | ---------------------- | ----------------- |
|       | الديمقراطية المسيحية     | الديمقراطية المسيحية   | السيدي دي جاسبيري |
|       | الحزب الاشتراكي الإيطالي | اشتراكية               | بيترو نيني        |
|       | الحزب الشيوعي الإيطالي   | شيوعية                 | باليرو توجلياتي   |
|       | الحزب الليبرالي الإيطالي | الليبرالية             | مانليو بروسيو     |
|       | حزب العمل                | الاشتراكية الليبرالية  | فيروتشيو باري     |
|       | حزب العمل الديمقراطي     | الديمقراطية الاجتماعية | ايفانو بونومي     |

## مقاعد
| منزل              | فترة                         | مقاعد     |
| ----------------- | ---------------------------- | --------- |
| المجلس الوطني     | 5 أبريل 1945 - 24 يونيو 1946 | 156 / 304 |
| الجمعية التأسيسية | 25 يونيو 1946 - 1 يونيو 1947 | 503 / 556 |